# Chips (musikalbum)
Chips är ett studioalbum av den svenska gruppen Chips, utgivet i juni 1980. Det var gruppens debutalbum, och placerade sig som högst på 22:a plats på den svenska albumlistan. Albumet återlanserades 1981 under titeln Sweets'n Chips med låten "Good Morning" i stället för "Weekend".

## Låtlista

### Sida A
1. "A Little Bit of Loving" ("Mycke' mycke' mer") - 3.29 (Kikki, Tanja & Lasse)
2. "Sympathy" - 3.03 (Lasse)
3. "Weekend" - 3.25
4. "So Long Sally" - 4.05 (Lasse)
5. "Starry Night" - 4.00 (Kikki & Lasse)
6. "Paris" - 5.00 (Lasse)

### Sida B
1. "I Remember High School" - 4.56 (Tanja)
2. "Sensation" - 4.00 (Lasse)
3. "Don't Cry No More" - 3.32 (Lasse)
4. "It Takes More Than a Minute" - 2.48 (Tanja)
5. "In Arabia" - 4.33 (Lasse)
6. "Can't Get Over You" - 3.15 (Kikki)

## Medverkande
- Sång – Kikki Danielsson, Lasse Holm, Tanja
- Tekniker – Lennart Carlsmyr, Åke Grahn
- Producent – Lasse Holm, Torgny Söderberg
- Stråkarrangemang - Anders Henriksson

## Listplaceringar
| Lista (1980)                | Topplacering |
| --------------------------- | ------------ |
| Sverige (Sverigetopplistan) |              |